# Confort 3 (album Paraziții)
Confort 3 este al 8-lea album al trupei Paraziții, lansat la data de 8 noiembrie 2005, la casa de discuri Roton. 
"Echilibrul dintre timpul scurs în studio și cel petrecut pe scenă e foarte greu de atins, mai ales pentru trupele sau artiștii care se bucură de o anumită notorietate. Pe de o parte "long player"-ele acestora trebuie să dicteze noile direcții ale genului, în timp ce aparițiile live trebuiesc dezvoltate continuu, elementul cheie fiind improvizația. Ce se întâmplă însă când balanța înclină înspre concerte în detrimentul orelor dedicate prelucrării albumului? Raspunsul la o astfel de întrebare il găsim în Confort 3 - ultimul material Paraziții.
Pentru Paraziții, 2005 a însemnat peste 60 de concerte în țară și străinătate, punerea pe picioare a label-ului 20CM Records, debutul trupei Anonim concomitent cu apariția lui Hai să vorbim. Maxi-single-ul Violent - lansat ca "teaser" pentru albumul în cauză - în dreptatea așteptării înalte din partea ex-rebelilor. Din păcate, sintagma epinoma titlului e reprezentativă atât pentru calitatea artwork-ului cât și pentru parte din conținutul muzical.
Cele două track-uri incluse pe maxi-single (Incendiară Violent + caterincoasa Ca fuga pe gheață) rămân în continuare capul de afiș. Alături de ele, iese în evidență Fii pregătit, un comentariu politico-social plin de mesaje și sfaturi clădite pe scheletul unor rime elaborate: "Democrația e un haos controlat - bagă la cap / Banul conduce partidul suprem - ești controlat / Libertatea o furi în momentele-n care, te simți fericit / Și-ți permiți un moment de relaxare / Să mori pentru patrie, astea-s povești/ Tre` să gasești ceva pentru care merită să trăiești / Proștii mor pentru ideile celor deștepți / Și nu există oameni 100% corecți / Cei bogați ignoră oamenii desculți, învață s-asculți / Nu disprețui oamenii săraci, dar culți. [...] Legile sunt pentru noi, cei de rând / Și asta nu se va schimba curând". Juniorii 20CM Records - Anonim & Spike - se alătură mentorilor pentru un Maraton (20CM), cu alte cuvinte, un fel de "who's who" al labelului. Momentul pozitiv este întregit de Rău sau bun unde 3 personaje întruchipate de Cheloo, Ombladon și Spike oscilează între limitele dihotomiei ying-yang: Rai sau iad, rău sau bun / Iarba sau tutun, fericit sau român / Sclav sau stăpân, geniu sau nebun / Când toți tac sau spun / Bun venit sau rămas bun.
Restul CD-ului se scurge în contextul "status quo"-ul cu care ne-au obișnuit până acum Cheloo, Ombladon & FDD: umor negru, caterincă (Praf), discurs vehement împotriva sistemului (Felul meu de-a fi), glorificarea alcoolului (Standarde) și misoginism (Cum să jignești o femeie - probabil cea mai misogina melodie semnată Paraziții). Cât despre negative, acestea sunt guvernate în continuare de minimalism-ul lui Cheloo: kick-uri grele, bași profunzi, sample-uri de vioară sau trombon, plus scratch-urile lui FDD, chiar dacă pe alocuri sunetul se îndepărtează oarecum de pattern-ul tradițional parazit (vezi Violent, Fii pregătit, Rău sau bun).
Incă ne menținem credința ca materialul nu a fost decât o ciorna pentru viitoarele solo-uri, ce stau să bată la ușă. Nivelul a coborât simțitor, motivul fiind probabil cel al oboselii acumulate în urma unei activități scenice intense. Sperăm, totuși, ca degringoladă nu va continua."

## Ordinea pieselor[4]
| Nr.             | Titlu                                  | Autor(i)           | Text                                        | Lungime |  |
| 1.              | „Praf”                                 | Cheloo             | Cheloo și Ombladon                          | 3:47    |  |
| 2.              | „Valoarea unei vieți”                  | Cheloo             | Cheloo și Ombladon                          | 3:45    |  |
| 3.              | „Felu' meu de-a fi”                    | Freakadadisk       | Ombladon și Cheloo                          | 2:31    |  |
| 4.              | „Violent”                              | Cheloo             | Cheloo și Ombladon                          | 3:55    |  |
| 5.              | „Fii pregătit”                         | Cheloo și Ombladon | Cheloo și Ombladon                          | 3:45    |  |
| 6.              | „Cum să jignești o femeie”             | Cheloo             | Cheloo și Ombladon                          | 3:51    |  |
| 7.              | „Rău sau bun” (Feat. Spike)            | Ombladon           | Ombladon, Cheloo și Spike                   | 4:08    |  |
| 8.              | „Ca fuga pe gheață”                    | Cheloo și Ombladon | Cheloo și Ombladon                          | 3:44    |  |
| 9.              | „Standarde”                            | Cheloo             | Cheloo și Ombladon                          | 3:40    |  |
| 10.             | „Maraton 20CM” (Feat. Anonim și Spike) | Cheloo             | Ombladon, Cheloo, Guess Who, Zekko și Spike | 4:27    |  |
| Lungime totală: | Lungime totală:                        | Lungime totală:    | Lungime totală:                             | 37:33   |  |